# Benjamin Benedict
Benjamin Benedict (* 19. Oktober 1972 in Bochum) ist ein deutscher Filmproduzent.

## Leben
Benjamin Benedict, 1972 in Bochum geboren, studierte als Stipendiat der Studienstiftung des deutschen Volkes Literaturwissenschaft in Tübingen und Oxford und absolvierte ein Theaterstudium in Paris. Danach arbeitete er als Dramaturg, Autor und Regisseur an verschiedenen Theatern.
Seit 2004 war Benjamin Benedict als freier Produzent für die UFA Fiction tätig und wurde dort ab 2010 fester Produzent. In den folgenden Jahren entstanden national und international ausgezeichnete Filme, TV-Events und Mini-Serien wie Unsere Mütter, unsere Väter, Bornholmer Straße, Nackt unter Wölfen, Familienfest und die Charlotte-Link-Verfilmungen.
2016 wurde Benjamin Benedict in die Geschäftsführung der UFA Fiction berufen. Er ist zudem als Honorarprofessor an der Filmuniversität Potsdam und als Dozent an der DFFB, der Hochschule für Film und Fernsehen München, sowie der Hamburg Media School tätig.
Für die historische Mini-Serie Charité wurde er 2018 mit der Romy als „Bester Produzent TV-Film“ ausgezeichnet.

## Filmografie (Auswahl)
- 2004: Mit deinen Augen
- 2006–2019: Donna Leon (Fernsehreihe, 20 Folgen)
- 2008: Das Wunder von Berlin
- 2009: Kommissar LaBréa – Tod an der Bastille (Krimiserie, Folge 1)
- 2009: Dutschke
- 2010: Bis nichts mehr bleibt
- 2010: Kommissar LaBréa – Mord in der Rue St. Lazare (Krimireihe, Folge 2)
- 2010: Sie hat es verdient
- 2011: Homevideo
- 2012: Der Fall Jakob von Metzler
- 2012: Der Turm
- 2012: Mord in Ludwigslust
- 2013: Der Minister
- 2013: Unsere Mütter, unsere Väter (Fernsehserie, 3 Folgen)
- 2013: Charlotte Link – Das andere Kind
- 2014: Die Pilgerin
- 2014: Bornholmer Straße
- 2015: Nackt unter Wölfen
- 2015: Familienfest
- 2016: Auf kurze Distanz
- 2017: Charité (3 Staffeln, seit 2017)
- 2017: Zwischen Himmel und Hölle
- 2017: Liebling, lass die Hühner frei
- 2017: Allmen und das Geheimnis der Libellen
- 2017: Allmen und das Geheimnis der rosa Diamanten
- 2018: So viel Zeit
- 2018: Wir sind doch Schwestern
- 2018: Kruso
- 2019: Lotte am Bauhaus
- 2019: Allmen und das Geheimnis der Dahlien
- 2019: Charlotte Link – Im Tal des Fuchses
- 2020: Unsere wunderbaren Jahre
- 2020: Altes Land
- 2021: Charlotte Link – Die Suche
- 2022: Der Taunuskrimi: Muttertag (Filmreihe)
- 2025: Die Nichte des Polizisten (Fernsehfilm)

## Auszeichnungen (Auswahl)
- Deutscher Fernsehpreis 2011 – Bester Fernsehfilm für Homevideo
- Deutscher Fernsehpreis 2013 – Bester Mehrteiler für Unsere Mütter, Unsere Väter
- Bambi-Verleihung 2014 – TV-Ereignis des Jahres für Bornholmer Straße
- Deutscher Fernsehpreis 2016 – Bester Fernsehfilm für Nackt unter Wölfen
- Deutscher Fernsehpreis 2017 – Bester Fernsehfilm für Familienfest
- Romyverleihung 2018 – Bester Produzent TV-Film für Charité[3]
- 2025: Bernd Burgemeister Fernsehpreis für Die Nichte des Polizisten